# چنگ‌میان
چنگ‌میان، روستایی است از توابع بخش دشت‌سر شهرستان آمل در استان مازندران ایران.

## جمعیت
این روستا در دهستان دشت‌سر شرقی قرار دارد و براساس سرشماری مرکز آمار ایران در سال ۱۳۸۵، جمعیت آن ۴۴۳ نفر (۱۱۱خانوار) بوده‌است.
مزار اکبر محمدی ، فعال حقوق دانشجویی ایران که در جریانات ۱۸ تیر ۱۳۷۸ دستگیر و شکنجه شد، پس از مرگ در زندان اوین بر اثر اعتصاب غذای خشک، در این روستا به خاک سپرده شد.

## معنی چنگ میان در لغت نامه دهخدا
چنگ میان. [ چ َ ] (اِخ ) دهی است از دهستان دشت سر بخش مرکزی شهرستان آمل. در 12 هزارگزی خاور آمل و دو هزارگزی جنوب راه شوسه ٔ آمل به بابل واقع است. دشت و معتدل و مرطوب و مالاریائی است و 290 تن سکنه دارد. اهالی آن شیعه اند و به مازندرانی و فارسی تکلم کنند. از گرمرود هراز مشروب میشود. محصولش برنج، صیفی و حبوبات است. شغل اهالی زراعت وراهش مالرو است. (از فرهنگ جغرافیایی ایران ج 3).